# Sûrtab
Sûrtab S.A. est une société de technologie dont le siège est à Port-au-Prince, en Haïti, qui conçoit, développe et commercialise du matériel informatique et de l'électronique grand public, en particulier les ordinateurs tablettes,,,,,,.